# سیارک ۱۹۵۸۵
سیارک ۱۹۵۸۵ (به انگلیسی: 19585 Zachopkins، نامگذاری:1999NU7) نوزده هزار و پانصد و هشتاد و پنجمین سیارک کشف شده‌است که در ۱۳ ژوئیه ۱۹۹۹ کشف شد.
قدر مطلق سیارک برابر ۱۷.۸ است.